# Laura Mascaró Rotger
Laura Mascaró Rotger (Menorca, 28 de desembre de 1978) és una advocada i escriptora menorquina.
Es va llicenciar en Dret per la Universitat de Barcelona i va cursar el Grau de pedagogia a la Universitat Nacional d'Educació a Distància. El 2008 va desescolaritzar el seu fill major i des de llavors es dedica a difondre l'educació en la llar assessorant a les famílies interessades i donant conferències per tot el món. Com a articulista ha escrit en el diari Última Hora, Diari Menorca, Crianza Natural i l'Instituto Juan de Mariana. Com a formadora ofereix tallers de desescolarització per a adults i tallers de temàtica variada per a nens destacant en educació financera i en intel·ligència lingüística per a nens a partir de 0 anys.
El 2012 va fundar l'associació nacional "Plataforma per la Llibertat Educativa" per a una reforma del sistema educatiu espanyol que inclogui la legalització de l'educació en la llar, la deguda atenció a les necessitats educatives especials i la llibertat de creació de centres docents. L'octubre de 2015 va estrenar el documental Educació a la carta (La revolució pendent), de la qual és directora i guionista. Anteriorment havia participat com a convidada en el documental "Enséñame pero bonito" sobre educació alternativa dirigit per la psicòloga Sara Moreno.

## Obres

### Assaig
- Educación y libertad (una defensa del homeschooling como máxima expresión de la libertad educativa) (Ed. Lulú, abril de 2010)
- Enseñar a pescar (Educando en casa) (Ed. Lulú, julio de 2011)
- Educar sin escolarizar: algunas consideraciones legales (Ed. Lulú, diciembre de 2012)
- Sin escuela (Ed. Lulú, febrero de 2013)

### Documentals
- Educación a la carta (La revolución pendiente), octubre de 2015
- Parto respetado: el documental.